# 동명초등학교 (경북)
동명초등학교는 대한민국 경상북도 칠곡군 동명면 금암리에 있는 공립 초등학교이다.

## 학교 연혁
- 1934년 5월 1일 동명공립보통학교로 개교(설립인가 3월 30일)
- 1938년 4월 1일 동명공립심상소학교로 개칭
- 1941년 4월 1일 동명공립국민학교로 개칭
- 1960년 4월 5일 교가 제정
- 1973년 11월 14일 백선엽 전승비 제막
- 1981년 3월 1일 병설유치원 설립인가
- 1996년 3월 1일 동명초등학교로 개칭
- 2013년 2월 6일 강당 신축
- 2015년 2월 6일 잔디운동장 조성
- 2017년 9월 1일 제32대 서상교 교장 취임
- 2020년 2월 11일 제83회 졸업(총 6,831명)
- 2020년 3월 2일 2020학년도 입학(남 3명, 여 4명 총 7명)

## 학교 상징
- 교화 - 목련 : 묵묵히 생각하고 가식이 없으며 친근감을 준다.
- 교목 - 향나무 : 푸르고 단단하며 향기롭다.

## 참고 자료
- 동명초등학교 - 한국교육학술정보원 학교알리미